# 横浜市立左近山小学校
横浜市立左近山小学校(よこはましりつさこんやましょうがっこう、英: Yokohama City Sakonyama Elementary School)は、神奈川県横浜市旭区の公立小学校である。

## 概要
当校は旧左近山第一小、旧左近山第二小、旧左近山小高小の3校統合によってできた小学校である。地域からは｢左近山小学校｣、｢左近山小｣、｢左近小｣などの愛称で親しまれている。
校舎の増設工事のため、開校当初から2014年度までは旧左近山小高小の校舎を使用していた。工事が終了し、2015年度からは旧左近山第一小の場所に移転し、2022年現在も続いている。
校舎は地上4階建てで、第1校舎と第2校舎に分かれている。体育館とプールはグラウンド横にある。同敷地内には、'''左近山小はまっ子ふれあいスクール'''や'''左近山小学校通級指導教室'''も存在する。

## 沿革
- 2013年
  - 4月1日 - 旧左近山小高小学校の校舎を引き継いで開校。
- 2015年
  - 4月1日 - 現在地に移転。（旧左近山第一小学校の位置）

## 委員会活動
当校には全9個の委員会があり、5,6年生は全員参加している。以下はその9委員会である。
- - 運営委員会
  - 放送委員会
  - 集会委員会
  - 保健委員会
  - 運動委員会
  - 飼育委員会
  - 図書委員会
  - 環境委員会
  - 給食委員会

## 学校行事
- 4月
  - 入学式･離退任式
- 5月
  - 春季運動会
- 6月
- 7月
  - 片品･日光修学旅行 (6年)
- 8月
  - 夏季休業
- 9月
- 10月
- 11月
  - 左近山フェスティバル
- 12月
- 1月
  - 冬季休業
  - 東京見学（6年）
- 2月
- 3月
  - 卒業証書授与式 (6年)
- 不明
  - 上郷宿泊体験学習 (4年)
  - 愛川宿泊体験学習 (5年)
  - 三崎市場・日産工場社会科見学（5年）

## アクセス
- 相鉄バス「左近山第2」バス停で下車し、徒歩2分程度。